# Nicola Hadraschek-Eisenschmid
Nicola Hadraschek-Eisenschmid, geb. Eisenschmid, (* 10. September 1996 in Marktoberdorf) ist eine deutsche Eishockeyspielerin, die seit 2023 erneut für den ECDC Memmingen in der Fraueneishockey-Bundesliga spielt. Ihre Geschwister Tanja und Markus Eisenschmid sowie ihr Ehemann Maximilian Hadraschek sind ebenfalls Eishockeyspieler.

## Karriere
Nicola Eisenschmid stand im Kindergartenalter das erste Mal auf Schlittschuhen und begann ihrer Karriere in der Laufschule des ESV Kaufbeuren, durchlief dort die männlichen Nachwuchsmannschaften und spielte bis 2014 in der Schüler-Bundesliga für den Verein. Parallel kam sie in der Saison 2010/11 für die Frauenmannschaft des Vereins in der Landesliga Bayern zum Einsatz. Ab der folgenden Saison spielte sie parallel für den ECDC Memmingen in der Fraueneishockey-Bundesliga und gewann mit diesem eine Vielzahl von Titeln, unter anderem 2016 und 2018 die deutsche Meisterschaft sowie 2016, 2017 und 2018 den DEB-Pokal der Frauen. Im Herbst 2018 entschloss sie sich zu einem Wechsel zum ERC Ingolstadt.
2022 gewann sie zusammen mit ihrer Schwester Tanja die deutsche Meisterschaft. Zusammen mit Marie Delarbre und ihrer Schwester entschied sie sich anschließend, vom ERCI zu Djurgårdens IF in die schwedische SDHL zu wechseln. Ein Jahr später kehrte sie in die Bundesliga zurück, wo sie erneut für Memmingen spielt.
Im Juli 2024 heiratete sie ihren langjährigen Freund Maximilian Hadraschek und läuft seither mit einem Doppelnamen auf.
Im März 2025 gewann Hadraschek-Eisenschmid ihren insgesamt vierten deutschen Meistertitel und wurde als Playoff-MVP ausgezeichnet.

### International
Nicola Eisenschmid nahm im Juniorenbereich an den U18-Weltmeisterschaften 2013 und 2014 teil.
Während der Saison 2014/15 debütierte Eisenschmid für das Frauen-Nationalteam und kam erstmals 2015 bei einer Weltmeisterschaft zum Einsatz. Dabei stieg Deutschland aus der Top- in die Division I ab. Ein Jahr später, bei der Frauen-Weltmeisterschaft 2016 schaffte sie mit dem Team den Wiederaufstieg in die Top-Division. Weitere Teilnahmen an Weltmeisterschaften folgten 2017, 2019 und 2021.

## Erfolge und Auszeichnungen
- 2016 DEB-Pokalsieger der Frauen mit dem ECDC Memmingen
- 2016 Deutscher Meister mit dem ECDC Memmingen
- 2016 Aufstieg in die Top-Division bei der Weltmeisterschaft 2016
- 2017 DEB-Pokalsieger der Frauen mit dem ECDC Memmingen
- 2017 EWHL-Super-Cup-Gewinn  mit dem ECDC Memmingen
- 2018 DEB-Pokalsieger der Frauen mit dem ECDC Memmingen
- 2018 Deutscher Meister mit dem ECDC Memmingen
- 2022 Deutscher Meister mit dem ERC Ingolstadt
- 2025 Deutscher Meister mit dem ECDC Memmingen
- 2025 Playoff-MVP der DFEL

## Karrierestatistik

### International
(Legende zur Spielerstatistik: Sp oder GP = absolvierte Spiele; T oder G = erzielte Tore; V oder A = erzielte Assists; Pkt oder Pts = erzielte Scorerpunkte; SM oder PIM = erhaltene Strafminuten; +/− = Plus/Minus-Bilanz; PP = erzielte Überzahltore; SH = erzielte Unterzahltore; GW = erzielte Siegtore; 1 Play-downs/Relegation; Kursiv: Statistik nicht vollständig)

## Privates
Nicola Eisenschmid hat zwei Geschwister, die ebenfalls Eishockey spielen. Ihre Schwester Tanja gehört ebenfalls dem Kader der Nationalmannschaft an. Ihr Bruder Markus Eisenschmid spielte ebenfalls bis 2013 für den ESVK. Zudem spielte er für die deutsche U20-Nationalmannschaft.
Nicola Eisenschmid hat eine Grundausbildung bei der Bundeswehr gemacht, ist Sportsoldatin und studiert an der Hochschule Augsburg Soziale Arbeit.